# TVants
TVantsは浙江大学の開発したP2Pテレビソフトウェアである。HBOやCNN、BBC、ディスカバリーチャンネルなどといった欧米の人気番組はもとより、中国や台湾、香港、韓国などアジア各国の番組を見ることができる。
日本においては、サッカーやバスケットボールなど日本で放映されていない海外リーグの試合を見ることができるということで、その存在がスポーツファンの間で広まったという経緯がある。
技術的には、個人がアップロードする番組をP2Pストリーミング技術を使い、配信するというもので、coolstreamingなどと同じ技術を用いており、ppliveやsopcastと同様に期待されている。

## 著作権問題
配信されている番組はほとんど著作権者に無断でアップロードされているため、将来性には疑問が残る。またポート開放をして視聴した場合、日本国内の法律に抵触する可能性もある。同様のソフトが何種類も出てくるなか、世界中でも徐々に問題化しつつあり、イギリスのスポーツ団体は2006年11月に、P2Pテレビに対して「断固たる措置をとる」との声明を発表した。

## 視聴できる主なチャンネル
- CNN
- BBC
- HBO
- ESPN
- National Geographic Channel
- Animal Planet
- CCTV
- 東方衛視（中国）
- 湖南衛視（中国）
- 広東珠江台（中国）
- 東森台（台湾）
- 年代新聞台（台湾）
- 民視（台湾）
- フェニックステレビジョン（Phoenix Television）（香港）
- MBC（韓国）
- KBS（韓国）